# Dora (nome)
Dora  è un nome proprio di persona italiano femminile.

## Varianti
- Femminili:
  - Alterati: Doretta[1][3], Dorina[1][2], Dorella[1], Dorita[1]
  - Composti: Doralba[1][2]
- Maschili: Doro[1][2]
  - Alterati: Dorino[1][2], Doretto[1]

### Varianti in altre lingue
- Bulgaro: Дора (Dora)[3]
- Catalano: Dora[4]
- Croato: Dora[3]
- Greco moderno: Ντόρα (Ntora)[3]
- Inglese: Dora[3][5]
  - Alterati: Doretta[3], Doreen[3], Dorinda[3]
- Islandese: Dóra[3]
- Olandese: Dora[3]
- Portoghese: Dora[3]
- Serbo: Дора (Dora)[3]
- Spagnolo: Dora[3][4]
  - Alterati: Dorita[3]
- Tedesco: Dora[3]
- Ungherese: Dóra[3]
  - Alterati: Dorina[3]

## Origine e diffusione
Nome ormai autonomo, nasce però come ipocoristico di vari nomi contenenti il greco δόρον (doron, "dono", "regalo"), sia a fine parola (come Teodora, Isidora, Apollodora e Fedora), sia all'inizio (come Dorotea e Doralice); in spagnolo può anche derivare da Auxiliadora (un titolo mariano equivalente ad "Ausiliatrice"), e in islandese da Halldóra.
Attestato in tutta Italia, è maggiormente diffuso al centro. Nei paesi anglofoni, dove è usato come nome indipendente almeno dal XIX secolo, è oggi particolarmente associato alla serie animata per bambini Dora l'esploratrice.

## Onomastico
Nessuna santa porta il nome "Dora", che è quindi adespota; l'onomastico si può pertanto festeggiare il 1º novembre, festa di Ognissanti, oppure lo stesso giorno di uno dei nomi da cui deriva. 

## Persone

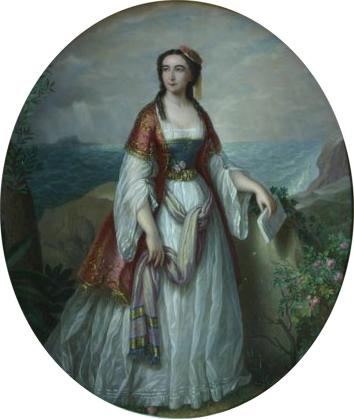
Dora d'Istria

Dora Menichelli

- Dora, pseudonimo di Ida Bauer, paziente di Sigmund Freud che ne descrisse il caso clinico
- Dora, pseudonimo di Dar'ja Sergeevna Šichanova, cantante russa
- Dora d'Istria, duchessa e scrittrice romena
- Dora Baret, attrice argentina
- Dora Calindri, attrice italiana
- Dora Carrington, pittrice e decoratrice artistica britannica
- Dora Diamant, insegnante e attrice polacca, ricordata soprattutto per essere stata l'ultima fidanzata di Franz Kafka
- Dora Kiskapusi, schermitrice ungherese
- Dora Maar, fotografa, poetessa e pittrice francese
- Dora Marra, bibliotecaria italiana
- Dora Marsden, attivista, giornalista e scrittrice britannica
- Dora Melegari, scrittrice italiana
- Dora Menichelli, attrice e cantante italiana
- Dora Moroni, cantante e valletta italiana
- Dora Musumeci, pianista italiana

### Variante Dóra
- Dóra Győrffy, altista ungherese

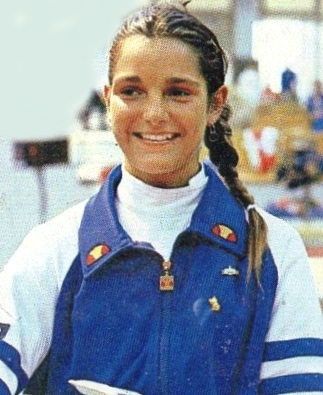
Dorina Vaccaroni

- Dóra Horváth, pallavolista ungherese
- Dóra María Lárusdóttir, calciatrice islandese
- Dóra Molnár, nuotatrice ungherese
- Dóra Szinetár, cantante, attrice teatrale e doppiatrice ungherese

### Variante Dorina
- Dorina Bianchi, politica e medico italiana
- Dorina Böczögő, ginnasta ungherese
- Dorina Mihai, schermitrice rumena
- Dorina Vaccaroni, schermitrice e ciclista su strada italiana

### Altre varianti
- Doretta Morrow, attrice, cantante e ballerina statunitense
- Ntora Mpakogiannī, politica greca

## Il nome nelle arti
- Dora è un cortometraggio muto del 1910 diretto da Bert Haldane.
- Dorina è un personaggio dell'opera di Giovanni Paisiello L'osteria di Marechiaro.
- Dora Bruder è un personaggio dell'omonimo romanzo di Patrick Modiano del 1997.
- Dora Charleston è un personaggio del film del 1976 Invito a cena con delitto.
- Doretta Doremì è un personaggio del mondo Disney.
- Dora Markus è il nome della donna presente nell'omonima poesia di Eugenio Montale appartenente alla raccolta Le occasioni del 1939.
- Dora Nelson è un film del 1939 diretto da Mario Soldati.
- Dora Orefice è la protagonista femminile del film del 1997 La vita è bella, diretto da Roberto Benigni.
- Dora Spenlow è un personaggio del romanzo David Copperfield del 1850.
- Dora Thorne è un romanzo di Bertha M. Clay dal quale furono tratti tre cortometraggi muti nel 1910, 1912 e 1915.
- Dora l'esploratrice è una serie televisiva a cartoni animati per bambini prodotta da Nickelodeon.